# Matrimonio igualitario en Nuevo Hampshire
El matrimonio igualitario en el estado de Nuevo Hampshire está permitido desde el 1 de enero de 2010. Al legalizarse, las uniones civiles dejaron de realizarse, y se convirtieron en matrimonios el 1 de enero de 2011, salvo que sean disueltas, anuladas o previamente convertidas al matrimonio.

## Aprobación de la ley
La ley de matrimonio entre personas del mismo sexo de Nuevo Hampshire fue aprobada por la Cámara de Representantes del Estado por 186 votos a favor y 179 en contra. En el Senado, el proyecto recibió 13 votos a favor y 11 en contra.
Finalmente, el gobernador republicano John Lynch promulgó la ley. El mandatario puso como única condición para aprobar la ley que ésta no obligara a las iglesias y grupos religiosos a celebrar matrimonios homosexuales.

## Opinión Pública
En abril de 2009, según un sondeo de la organización New Hampshire Freedom to Marry, el 55% de los ciudadanos del estado respaldaba la ley de matrimonio gay frente a un 39% que se mostraba contrario a ella.